# Jervisbaaiterritorium
Het Jervisbaaiterritorium (Engels: Jervis Bay Territory) is een territorium van Australië aan de zuidkust van New South Wales. Het is ongeveer 74 km² groot en ligt op het schiereiland Behwere, ingeklemd tussen het St. Georgesbasin, de Wreckbaai, de Tasmanzee en de Jervisbaai. Er wonen ongeveer 760 mensen, bijna allemaal werkzaam op de marinebasis.
Ongeveer 90% van het territorium behoort toe aan de Aboriginalgemeenschap van Wreck Bay. Het Nationaal park Booderee (voor 1995 bekend als Nationaal park Jervis Bay) ligt in dit gebied.

## Geschiedenis
Het gebied werd in 1915 door de Australische regering aangekocht van New South Wales om het federale bestuur in Canberra een toegang tot de zee te verschaffen. Dit was nodig omdat de Australische grondwet voorschreef dat een deelstaatshoofdstad toegang tot zee moet hebben en Canberra ligt niet aan zee. Het gebied werd aanvankelijk door het ministerie van Binnenlandse Zaken (Department of the Interior) bestuurd en later door het Department of the Capital Territory, als onderdeel van het Hoofdstedelijk Territorium totdat dit in 1989 zelfbestuur verkreeg. Jervis Bayterritorium werd sindsdien bestuurd door verschillende departementen die zich met het bestuur van de territoria bezig houden.

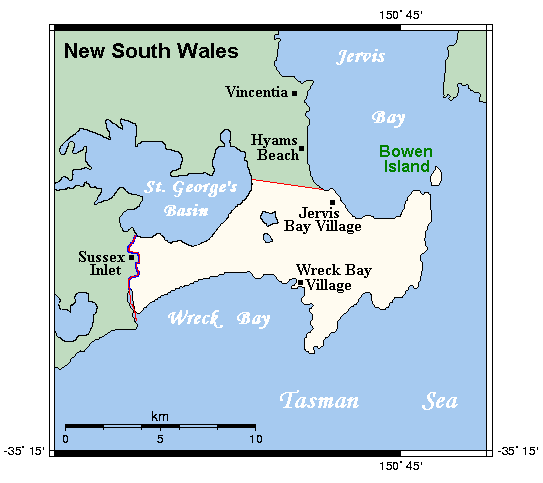
Het Jervis Bayterritorium